# Troll (Śródziemie)
Trolle – jedna z ras ze stworzonej przez J.R.R. Tolkiena mitologii Śródziemia. Rasa ta została wyhodowana przez Morgotha w Pierwszej Erze.
W Hobbicie pojawiają się trzy trolle: Tom, Bert i William. Są oni przedstawieni jako istoty silne, znacznego wzrostu i mało inteligentne, posługujące się Westronem. Pod wpływem światła słonecznego zamieniają się w kamień. Robert Foster w swojej Encyklopedii Śródziemia proponuje wydzielenie ich do osobnego gatunku.
Pod koniec Trzeciej Ery Sauron wyhodował własną podrasę trolli, Olog-hai (CM. rasa trolli). Jej przedstawiciele występowali w południowej części Mrocznej Puszczy i w górach na pograniczu Mordoru.
Olog-hai byli silni, wytrwali i (w przeciwieństwie do zwykłych trolli) bardzo przebiegli. Dzięki wsparciu woli Saurona mogli poruszać się w świetle słońca. Jedynym językiem, jaki znali, była Czarna Mowa. Olog-hai walczyli w szeregach armii Mordoru podczas Wojny o Pierścień, lecz po upadku Saurona rasa ta najpewniej wyginęła.
Informacje na jej temat znajdują się w Dodatkach do Władcy Pierścieni.